# HMS Orwell (G98)
«Орвелл» (G98) (англ. HMS Orwell (G98) — військовий корабель ескадрений міноносець типу «O» Королівського військово-морського флоту Великої Британії за часів Другої світової війни.
«Орвелл» закладений 29 травня 1940 на верфі компанії John I. Thornycroft & Company у Саутгемптоні. 17 жовтня 1942 увійшов до складу Королівських ВМС Великої Британії.
Есмінець взяв активну участь у бойових діях на морі в Другій світовій війні, бився у Північній Атлантиці, біля берегів Франції, Англії та Норвегії, супроводжував арктичні та атлантичні конвої, бився в бою в Баренцовому морі, біля Нордкапа та підтримував висадку військ в операції «Нептун». За проявлену мужність та стійкість у боях бойовий корабель заохочений п'ятьма бойовими відзнаками.

## Бойовий шлях

### 1942
Першим бойовим походом есмінця «Орвелл» після введення його до строю, на початку листопада став похід з сістер-шипами «Обідіент» і «Обд'юрет» на прикриття крейсерів «Лондон» та «Саффолк» до Шпіцбергену для заміни тамтешнього гарнізону.
Наприкінці листопада «Орвелл» супроводжував з есмінцем «Мушкетер» конвой QP 15, що повертався від берегів Росії. 17 листопада новий конвой вийшов з Кольської затоки, маючи у своєму складі 32 транспортних та вантажних судна під ескортом 30 бойових кораблів
На переході морем німецькі підводні човни U-625 та U-601 потопили одне британське та одне радянське транспортні судна, есмінці радянського флоту «Баку» та «Сокрушительний» були пошкоджені, згодом останній затонув. Решта конвою практично без втрат дісталась берегів Ісландії.

#### Бій у Баренцовому морі
31 грудня 1942 року, есмінець «Орвелл» виконував бойове завдання з супроводу конвою JW 51B з Лох-Ів до радянського Мурманська, коли транспорти наразились на німецькі бойові кораблі. Німецькі сили у складі важкого крейсера «Адмірал Гіппер», «кишенькового» лінкора «Лютцов» і шести есмінців ухвалили рішення перехопити і знищити конвой. Попри довгий і наполегливий обстріл конвою, британці, не втративши жодного транспортного судна конвою, зуміли відбити атаку німців. У морському бою з боку британського флоту загинули ескадрений міноносець «Акейтіз» та тральщик «Бремблі».

### 1943
З 19 по 27 лютого 1943 року «Орвелл» супроводжував черговий конвой JW 53 до Росії На початку березня повернувся з конвоєм RA 53 додому.
У березні 1943 року «Орвелл» вийшов на супроводження атлантичного конвою HX 230, де з однотипними есмінцями типу «O»: «Орібі», «Онслот», «Оффа», «Обідіент» та «Ікарус» протистояв атакам німецьких «вовчих зграй» Зееволф та Зеетойфель.
7 серпня 1943 року есмінець увійшов до сил ескорту Флоту метрополії, що супроводжували лайнер «Квін Мері» з прем'єр-міністром Британії В. Черчиллем на борту, який вирушав на конференцію в Канаді.
14 вересня крейсер «Кент», есмінці «Обд'юрет», «Обідіент», «Орвелл» та «Опорт'юн» вийшли на супровід лінійного крейсера «Рінаун» з прем'єр-міністром Британії В. Черчиллем на борту, який повертався з Квебекської конференції, де зустрічався з Президентом США Ф.Рузвельтом.
У листопаді 1943 року охороняв конвой JW 54A і зворотній RA 54B.
22 грудня 1943 року супроводжував черговий арктичний конвой JW 55B з 19 транспортних та вантажних суден під командуванням віце-адмірала Б. Фрезера.
Під час переходу стався морський бій між союзними кораблями та німецьким лінкором «Шарнгорст».

### 1944
Протягом березня 1944 року «Орвелл» супроводжував знову до берегів Баренцового й Білого морів конвої JW 58 з 47 транспортних та вантажних суден.
29 березня фрегат «Старлінг» потопив підводний човен U-961. 31 березня літак з «Трекер» у взаємодії з есмінцем «Бігл» затопили ще одну субмарину U-355, а 2 квітня екіпаж есмінця «Кеппель» потопив реактивною установкою «Хеджхог» U-360. 3 квітня торпедоносець «Сордфіш» з авіаносця «Актівіті» завдав шкоди U-288, а згодом «Евенджери» та «Марлети» з «Трекер» остаточно потопили ворожий човен. Щонайменше 6 літаків-розвідників Люфтваффе було збито. 5 квітня конвой JW 58 без жодної втрати прибув до Архангельська.
28 квітня 1944 року «Орвелл» з «Оффа» та «Онслоу» вступили у перестрілку з торпедними катерами Крігсмаріне, які щойно атакували американський конвой десантно-висадочних засобів під час проведення ними в бухті Лайма поблизу Портленда тренування з висадки десанту. Раптова атака німців призвела до загибелі 946 американських військових.
З початком висадки морського десанту на французьке узбережжя забезпечував прикриття головних сил десанту у східній частині протоки Ла-Манш, патрулював прибережні райони, здійснював протичовнову розвідку районів зосередження десанту на транспортних засобах, сам неодноразового піддавався атакам з повітря. 15 вересня корабель повернувся до Скапа-Флоу.
1 грудня есмінець «Орвелл» у черговий раз брав участь в ескорті конвою JW 62, який супроводжували ескортні авіаносці «Наірана», «Кампаніа», крейсер «Беллона» та есмінці «Бігл», «Бульдог», «Кайзер», «Кембріан», «Кепріс», «Кассандра», «Кеппель», «Обідіент», «Оффа», «Орібі», «Онслоу», «Онслот», шлюп «Лепвінг». На зворотному шляху до Британії ескорт та літаки підтримки потопили німецькі човни U-387 і U-365.